# Topgun
Pour les articles homonymes, voir Top Gun.
Topgun – officiellement le United States Navy Strike Fighter Tactics Instructor Program (USNSFTIP) – rendu célèbre auprès du grand public par le film du même nom, est un programme de formation pour les instructeurs spécialisés en combat aérien de l'aéronavale américaine. Pendant ses premières années d'existence, c'était un simple stage de perfectionnement : les pilotes ou les équipages sélectionnés étaient détachés temporairement de leur escadron pendant quelques semaines puis y retournaient pour transmettre les connaissances nouvellement acquises à leurs camarades mais ce système n'a plus cours et les diplômés deviennent maintenant instructeurs à temps plein.

Écusson d'épaule des diplômés de Topgun

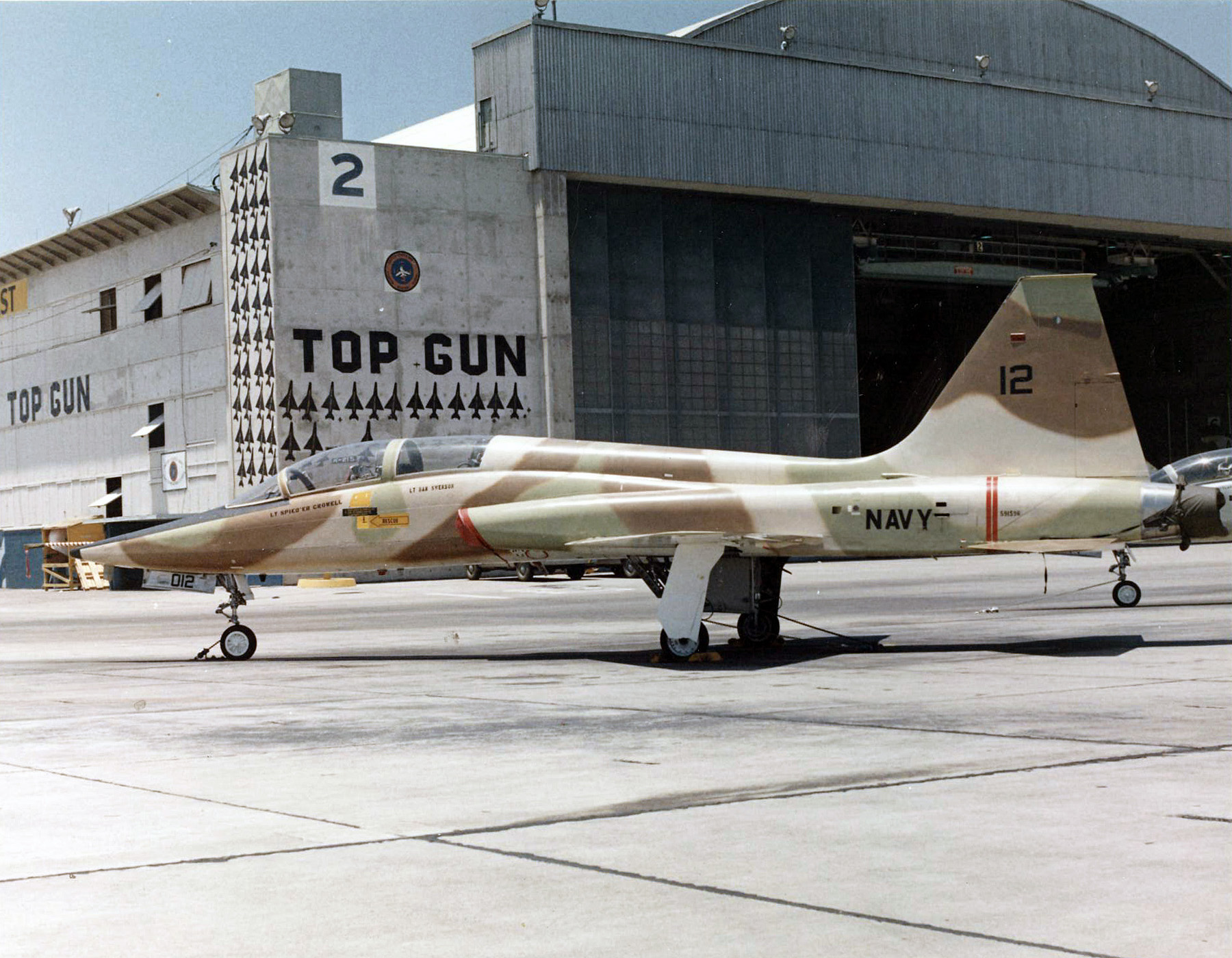
Northrop DT-38A Talon devant le hangar de Topgun à Miramar en 1974. Noter les symboles de victoires des diplômés de l'école peints sur le hangar

Créé en 1969 pendant la guerre du Vietnam, alors que l'aéronavale américaine – comme d'ailleurs l'armée de l'air – obtient des résultats médiocres en combat aérien face à l'aviation nord-vietnamienne, Topgun contribue à restaurer la supériorité de la Navy lors de la reprise des combats aériens à partir de la fin de 1971. Initialement établi au sein des deux escadrons de transformation opérationnelle VF-124 (F-8 Crusader) et VF-121 (F-4 Phantom II) basés à Miramar (Californie), Topgun se développe finalement surtout au sein de l'escadron VF-121 et devient une école autonome en 1972 sous le nom de Navy Fighter Weapons School (École des armes de la chasse de la marine). En 1996, l'école déménage vers la base de NAS Fallon dans le Nevada lorsque la base de Miramar est transférée à l'aviation du Corps des Marines. Topgun devient alors l'un des programmes spécialisés offerts par un centre d'excellence appelé Naval Strike and Air Warfare Center (Centre naval d'attaque aérienne et de combat aérien), qui sera lui-même rebaptisé Naval Aviation Warfighting Development Center (Centre de développement des techniques de combat de l'aéronavale) en 2015.
Aujourd'hui, Topgun, qui a été créé il y a plus de cinquante ans comme un cours supérieur (post-graduate education) de combat aérien, a suivi l'évolution des tâches remplies par les avions de l'aéronavale et porte autant sur les missions d'attaque/bombardement que sur celles de chasse « pure ».

## Le contexte de la naissance de Topgun

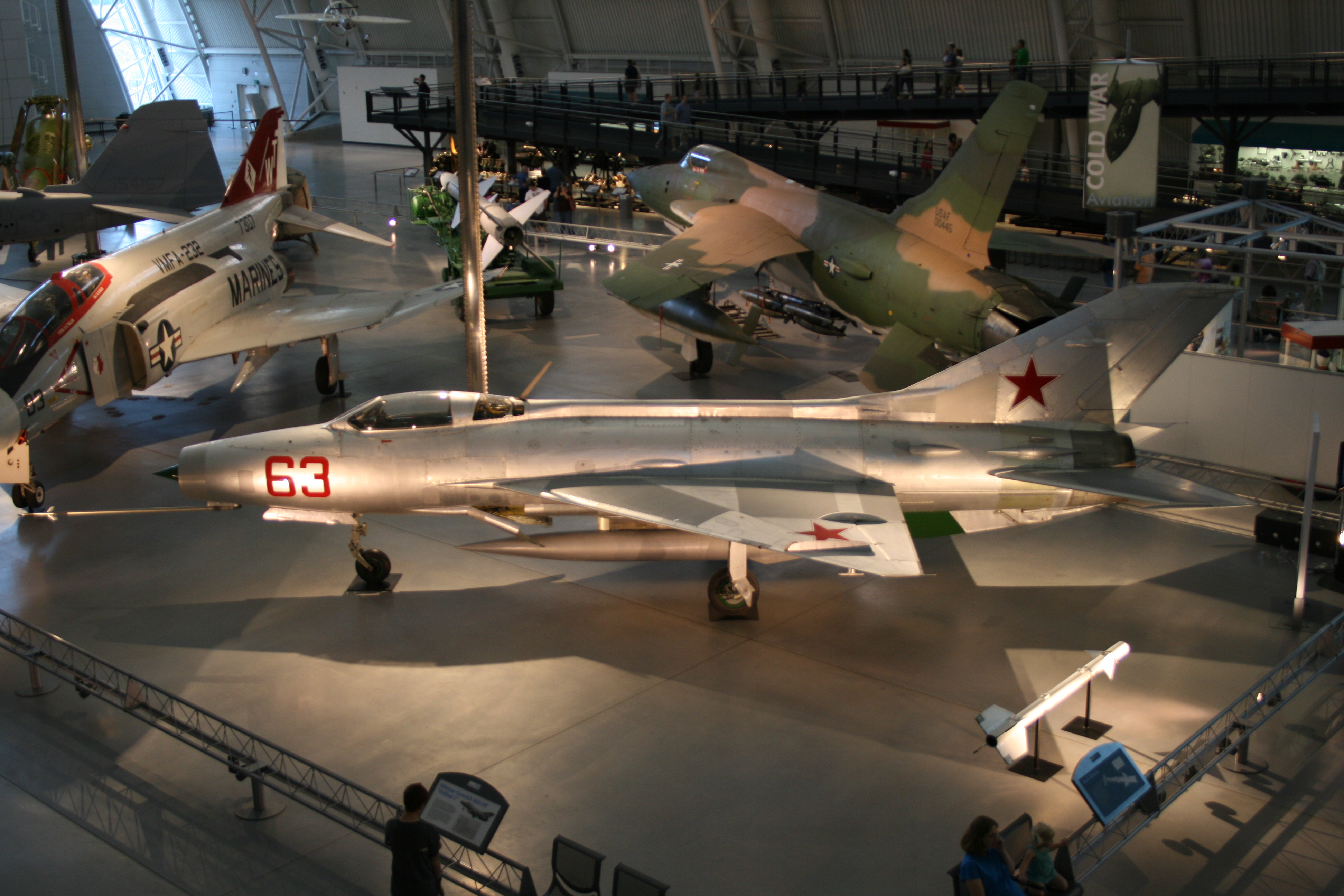
MiG-21F "Fishbed C" avec un F-4 Phantom à gauche

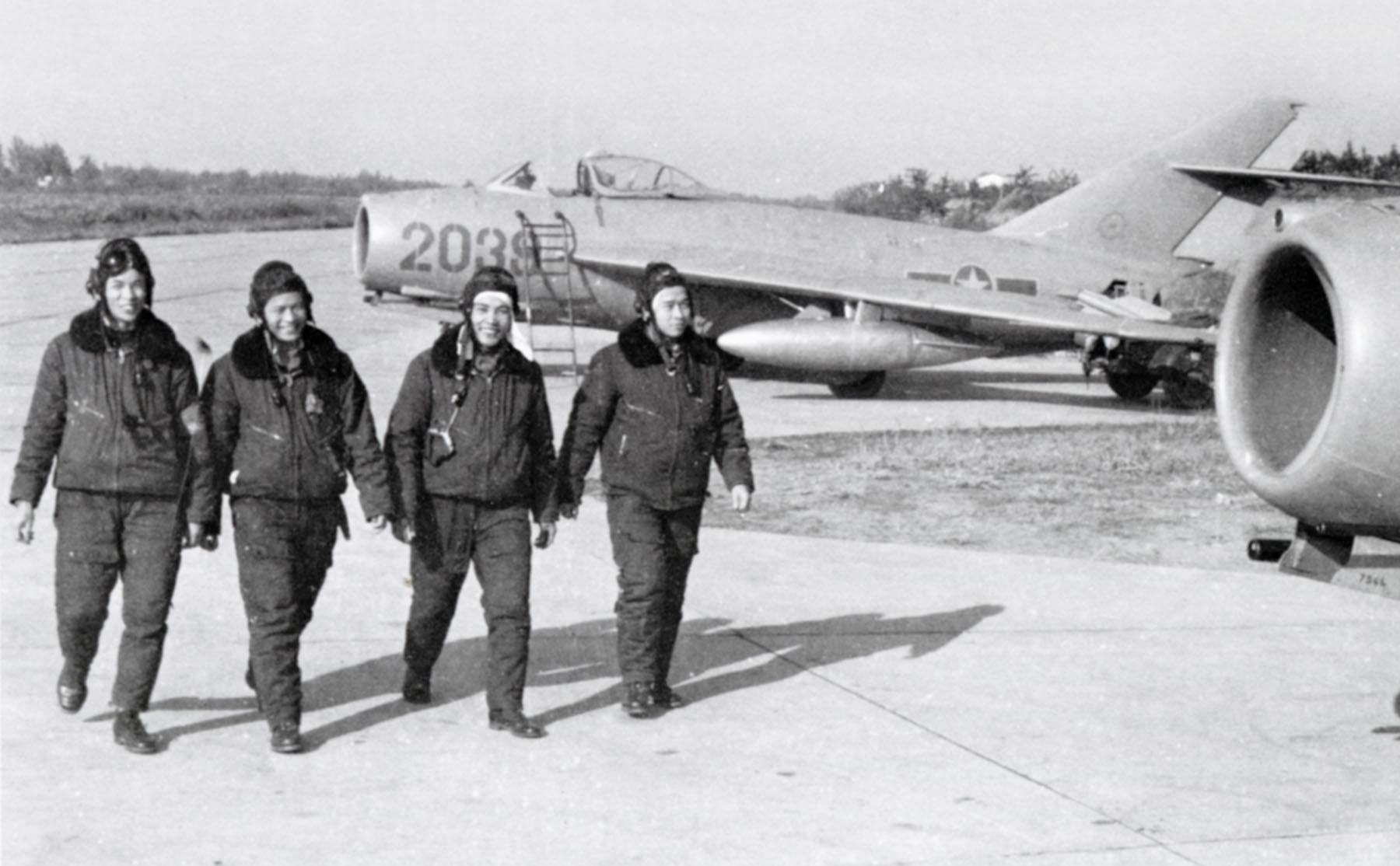
Pilotes Nord-vietnamiens devant leurs MiG-17

En 1969, la guerre aérienne au-dessus du Nord-Vietnam oppose l'aéronavale et l'armée de l'air américaines à la défense antiaérienne et à l'armée de l'air du Nord Vietnam depuis 5 ans. Cette dernière, équipée de chasseurs soviétiques MiG-17 et MiG-21 relativement peu sophistiqués, se révèle pourtant un adversaire beaucoup plus tenace qu'attendu et, même si la plupart des appareils américains perdus sont abattus par l'artillerie antiaérienne et les missiles sol-air SA-2 Guideline, le taux d'échange obtenu en combat aérien (nombre d'avions ennemis abattus divisé par le nombre d'avions amis perdus) dépasse à peine le ratio de 2 pour 1, ce qui est beaucoup plus bas que les résultats obtenus par les forces américaines pendant la Seconde Guerre mondiale ou la Guerre de Corée. Déjà médiocre, ce ratio diminue encore pour se rapprocher de 1 pendant certaines périodes en 1968. Les raisons en sont multiples. En premier viennent les restrictions imposées aux pilotes américains engagés dans l'Opération Rolling Thunder comme l'interdiction d'attaquer les aérodromes ennemis et de détruire les avions nord-vietnamiens au sol – qui ne sera levée qu'en 1967. Mais les règles imposées par l'administration Johnson ne sont qu'une partie du problème…

### Le problème américain

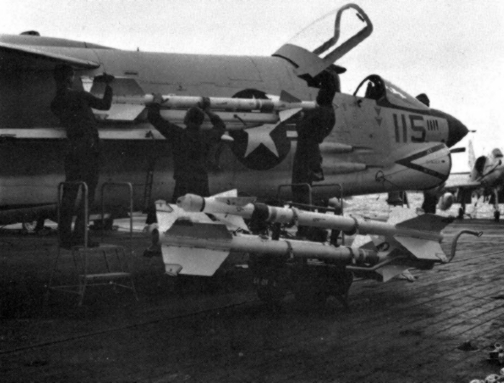
Chargement de missiles Sidewinder sur un F-8E Crusader)

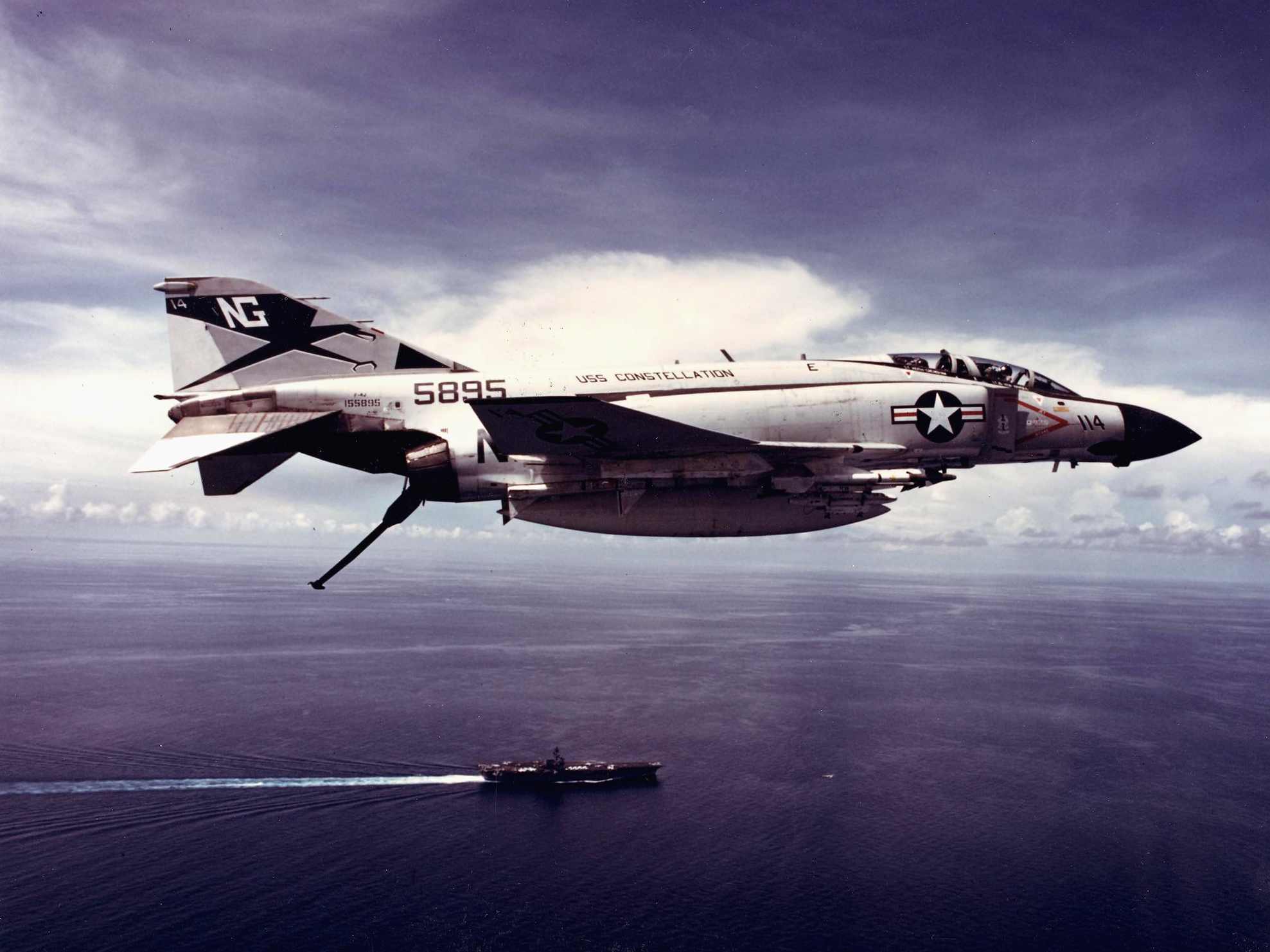
F-4J Phantom II en vol. On distingue ses missiles Sidewinder sous les aile et Sparrow sous l'arrière du fuselage.

L'aviation américaine dispose d'une supériorité numérique écrasante mais ses avions et ses missiles sophistiqués sont mal adaptés – ou mal employés – dans ce type de conflit.
En effet, après la fin de la Guerre de Corée, les États-Unis ont résolument tourné la page du combat tournoyant (dogfight) – dans lequel les chasseurs manœuvraient pour essayer de se placer derrière l'avion ennemi afin de l'abattre au canon ou avec un missile à guidage infra-rouge de faible portée. L'Amérique a ainsi développé une nouvelle génération d'avions de chasse optimisés pour le combat beyond visual range (hors de portée visuelle) à l'aide de missiles air-air guidés par radar pour éliminer l'adversaire à distance. D'ailleurs, le principal chasseur américain, le F-4 Phantom, qui est en service tant dans l'Air Force que la Navy n'est même pas équipé de canons ! En conséquence, la formation des équipages est presque entièrement orientée vers l'interception, l'entraînement au combat tournoyant étant considéré non seulement comme obsolète mais dangereux, car il oblige à faire évoluer les appareils à la limite de leur domaine de vol.
Or, au-dessus du Nord-Vietnam, il est quasiment impossible d'identifier les avions ennemis au radar de manière certaine et donc de les engager à distance. Quand la distance diminue, l'identification reste problématique car les MiG sont plus petits que les Phantom et donc difficiles à voir alors que les réacteurs des F-4 émettent une longue trainée de fumée tant qu'ils n'enclenchent pas la postcombustion, ce qui facilite encore leur détection. Guidés directement sur les arrières des avions américains par un réseau de contrôle radar au sol efficace, les MiG sont alors doublement avantagés – d'une part par leur maniabilité et d'autre part par leur armement qui comprend des canons alors que le principal chasseur américain (le F-4) ne dispose que de missiles. Les deux modèles principaux de missiles utilisés par la Navy sont le Sidewinder, à guidage infra-rouge, qui est bien adapté au combat rapproché mais pas toujours très fiable et le Sparrow à guidage radar, qui a été conçu pour l'interception à distance de bombardiers lourds et se révèle peu adapté pour abattre un chasseur en combat tournoyant rapproché. De plus, le Sparrow est – à cette époque – encore moins fiable que le Sidewinder.
Le résultat est qu'il faut tirer au moins dix missiles en moyenne pour qu'un avion nord-vietnamien soit abattu.

### Le diagnostic de laNavy: Le Rapport Ault

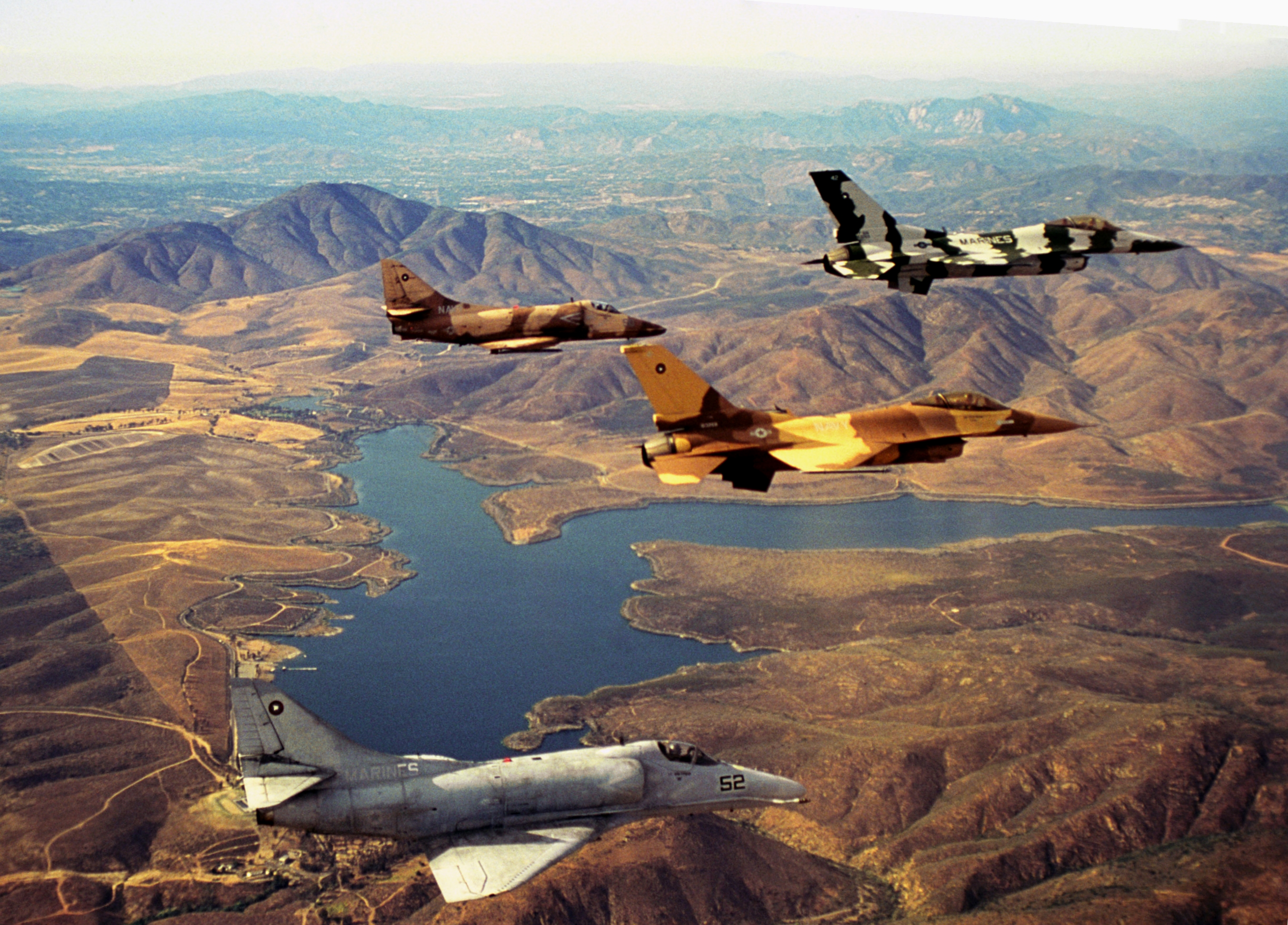
Deux F-16N et deux A-4F "Agresseurs" de Topgun en 1991

Constatant les difficultés rencontrées par ses chasseurs, l'amiral Thomas Moorer, le chef d'état major (CNO) de la marine américaine confie une étude sur le problème au capitaine de vaisseau Frank W. Ault, un « aviateur » expérimenté qui a récemment commandé le porte-avions Coral Sea lors d'un déploiement au Vietnam. Son Rapport sur le bilan de l'analyse des capacités des missiles air-air, plus connu comme le Rapport Ault (Ault Report) remis le 1er janvier 1969 présente un bilan mitigé des missiles air-air de la marine et des conditions dans lesquelles ils sont mis en œuvre. Ainsi, par exemple, le rapport attribue leur manque de fiabilité à leur conception, à la manière dont ils sont testés opérationnellement dans des conditions manquant de réalisme, à leur entretien insuffisant et enfin à leur emport répété sans maintenance particulière lors des nombreux catapultages et appontages auxquels ils sont soumis.
Mais le rapport cite également le manque d'entraînement des pilotes. En effet, la marine a fermé en 1960 son école FAGU (Fleet Air Gunnery Unit) qui formait des spécialistes au tir canon air-air depuis 1952 sur la base d'El Centro et, bien que les pilotes de F-8 Crusader pratiquent encore le combat aérien rapproché, le F-8, dont le taux de victoires est d'ailleurs très supérieur à celui de tous les autres avions américains, n'est plus employé que sur les petits porte-avions de la classe Essex et il est en voie de retrait. Le F-4, quant à lui, peut-être redoutable en combat aérien s'il est bien piloté et certains instructeurs sont d'ailleurs déjà arrivés à la même conclusion, mais ce fait reste mal connu dans les escadrons, car les techniques de pilotage agressives qu'il faudrait adopter ne sont pas enseignées. Ault préconise donc la création sur la base de Miramar d'une école de perfectionnement aux techniques du combat aérien (Fighter Weapons School). Si la résolution de certains des problèmes identifiés dans le rapport va demander du temps, celui de l'entraînement peut être réglé rapidement et le CNO est décidé à agir vite.

## La création de Topgun

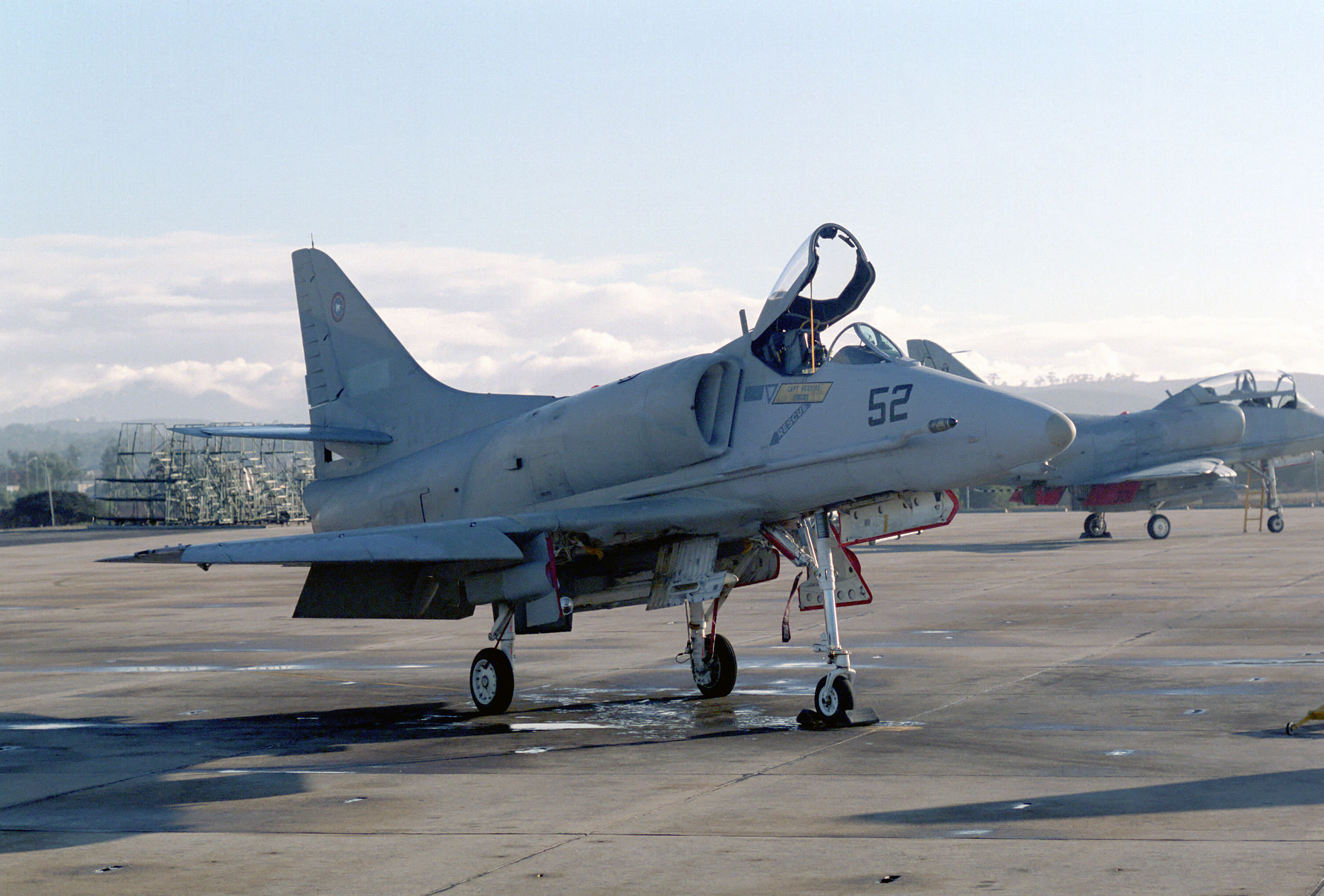
A-4F Skyhawk de Topgun à Miramar en 1984

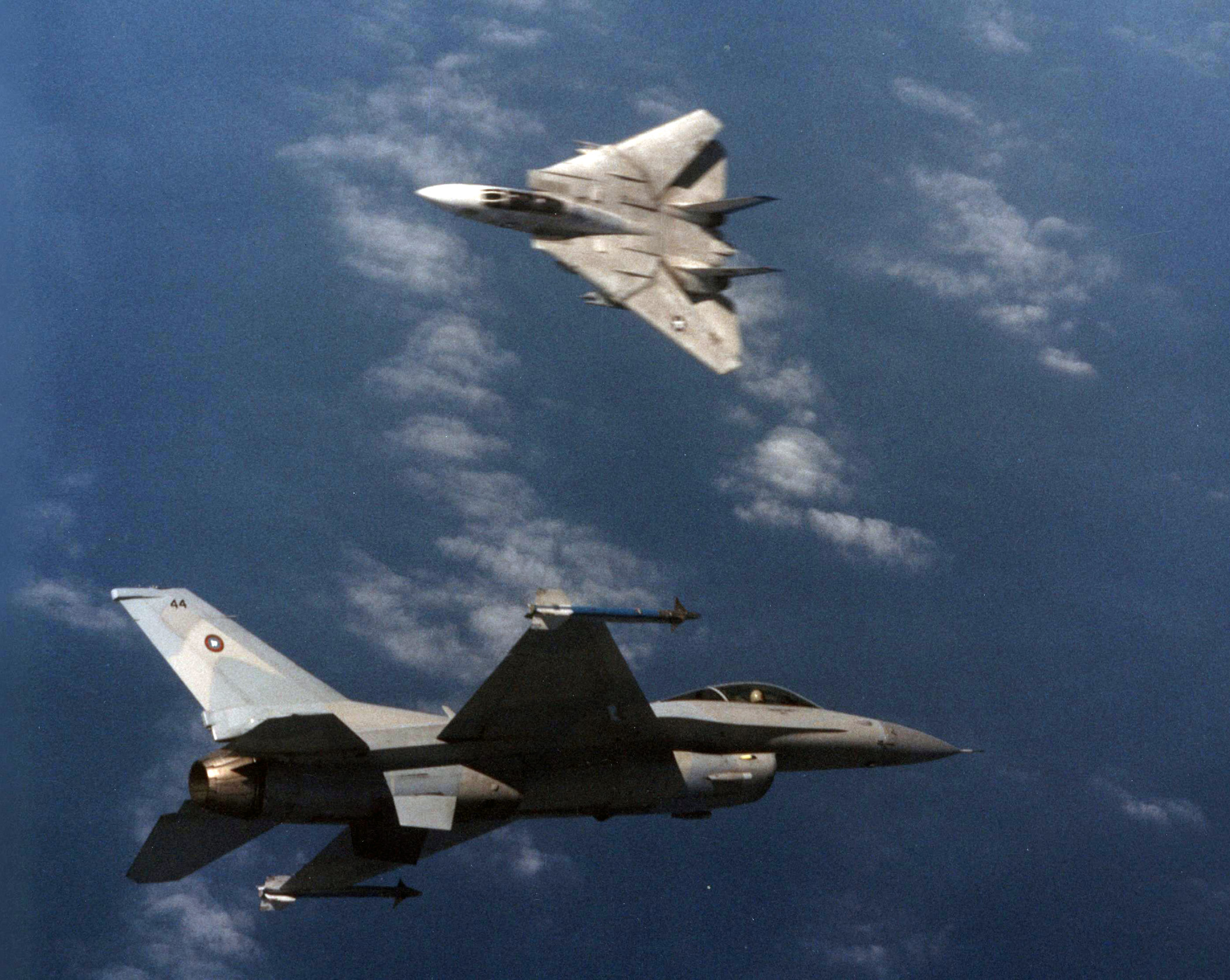
F-14A Tomcat en combat rapproché contre un F-16N de Topgun

### Les débuts
La mission est confiée aux deux unités de transformation opérationnelle basées à Miramar : les escadrons VF-121 pour le biplace F4 Phantom et VF-124 pour le monoplace F8 Crusader. Le principe est le même pour les deux formations : on demandera aux escadrons opérationnels qui sont en phase d'entrainement avant un déploiement au Vietnam de sélectionner chacun un pilote (F-8) ou un équipage (F-4) composé d'officiers de carrière – et donc susceptibles de rester dans la marine après ce déploiement. Ils seront détachés plusieurs semaines à Topgun avec leur avion pour suivre un cursus comportant des cours de théorie et de tactique, des conférences confidentielles sur les caractéristiques des appareils ennemis et enfin des combats aériens contre des appareils légers et maniables pilotés par les instructeurs de Topgun qui simuleront les tactiques des pilotes nord-vietnamiens. Le premier combat implique un « ami » et un « ennemi » (le stagiaire contre un instructeur) puis, au fur et à mesure de la progression de l'élève, plusieurs machines dans des combats à 1 contre 2, 2 contre 2, 2 contre plusieurs, etc. Chaque séance sera suivie d'un debriefing poussé au cours duquel les tactiques, les comportements et les erreurs commises seront analysés dans le détail. Le but est bien sûr de permettre au pilote – ou à l'équipage – d'apprendre de ses erreurs mais aussi de lui enseigner cette technique de restitution pour qu'il l'applique à son retour en escadron ou lorsqu'il sera lui-même instructeur.
C'est l'escadron VF-124 qui organise, dès le mois de décembre 1968 (donc avant même la publication officielle du rapport Ault), le premier cours pour six pilotes de Crusader, sous la direction du capitaine de corvette (Lieutenant commander) John Hellman. Mais le F8 Crusader, dont le premier vol remonte à 1955, est un avion déjà ancien et le VF124 va bientôt abandonner ses F8 pour devenir l'unité de formation sur le nouveau F14 Tomcat (le programme F8-FWS s'arrêtera en 1970 après le quatrième stage,).
C'est donc au sein de l'escadron VF-121 que le programme Topgun prend vraiment son essor sous la direction du capitaine de corvette Dan Pedersen et d'une petite équipe de huit instructeurs particulièrement motivés. Son patron lui confie la mission et ajoute : « Ne tuez personne et ne perdez pas d'avion » (Don't kill anybody and don't lose an airplane). Dotée de peu de moyens et ne disposant pas de budget propre, l'équipe doit souvent improviser. Ainsi, elle installe ses bureaux et sa salle de cours dans une baraque de chantier modulaire abandonnée sur la base et récupérée avec la complicité d'un entrepreneur local,.
Inspiré par ses conversations avec des pilotes israéliens en visite, Pedersen décide que chaque instructeur doit devenir l'expert de l'école dans un domaine particulier (aérodynamique, techniques de pilotage en combat aérien, radars embarqués, missiles à guidage radar ou infra-rouge, brouilleurs, etc.) et doit préparer une présentation de haut niveau qui ne fera partie du cours qu'après avoir été approuvée par les autres instructeurs de l'école rassemblés en jury impitoyable. Cette procédure appelée 'Murder Board – qu'on peut traduire par « jury de la mort » – devient une des marques de fabrique de Topgun,.
Dan Pedersen recrute également un officier de renseignement qui est chargé d'obtenir des informations confidentielles sur les appareils ennemis afin d'enrichir le contenu des cours. De plus, il obtient avec quelques uns de ses instructeurs, l'autorisation d'aller évaluer en vol les quelques rares MiG-17 et MiG-21 que l'armée de l'air a réussi à se procurer grâce à des défections de pilotes et qui sont jalousement conservés dans une partie ultra-secrète de la base aérienne de Nellis dans le désert du Nevada, la Zone 51. L'armée de l'air les teste prudemment (projets Have Drill et Have Doughnut), mais les marins n'hésitent pas à pousser les avions soviétiques dans leurs derniers retranchements. Ceci leur permet de conforter leur impression sur les points forts et faibles respectifs des deux appareils et de mettre au point les tactiques destinées à les vaincre en combat aérien.
Les instructeurs volent sur des Douglas A-4 Skyhawk qui sont des appareils plus petits, plus légers et plus maniables que le Phantom afin de simuler les caractéristiques du MiG-17. Initialement, Topgun ne dispose pas de ses propres avions et doit donc en emprunter à d'autres escadrons basées à Miramar. L'école sollicite également la participation de pilotes de F-8 Crusader de la marine ou de F-106 de l'armée de l'air pour entraîner les élèves à affronter des appareils différents des leurs. À la fin de 1973, elle obtient quelques Northrop T-38 Talon pour simuler le MiG-21,.
Contrairement à l’Air Force, qui mise sur la technologie (développement de nouvelles version du F-4 avec canon embarqué puis avec des becs de bord d'attaque pour améliorer sa maniabilité, emploi du système Combat Tree pour l'identification IFF des MiG, priorité au développement du missile Sparrow), Topgun privilégie la maîtrise du combat aérien rapproché avec notamment l'emploi du missile Sidewinder, jugé plus fiable que le Sparrow.

### Le choix d'un nom – et d'un surnom
Le premier nom officiel de l'unité (Navy Fighter Weapons School) est une reprise du nom Fighter Weapons School que l’Air Force utilise depuis 1954 (voir ci-dessous). Quant au surnom Topgun, il peut paraître paradoxal puisque les Phantom de la marine ne sont pas équipés de canons. Par le passé, ce surnom, qui évoque les duels aux revolver du Far-West a déjà été utilisé à de nombreuses reprises. C'était notamment déjà le nom d'une compétition annuelle de combat aérien dans les années 1950. C'est également le surnom du porte-avions USS Ranger (CV-61) (Top Gun of the Pacific Fleet). Les pilotes de Crusader – qui disposent, eux, de canons – revendiquent quant à eux le titre de Last of the Gunfighters (les derniers des pistoleros). Mais « Topgun » est adopté rapidement, car il correspond bien à l'état d'esprit des instructeurs de l'école et résume parfaitement l'objectif du programme.

### Premiers succès

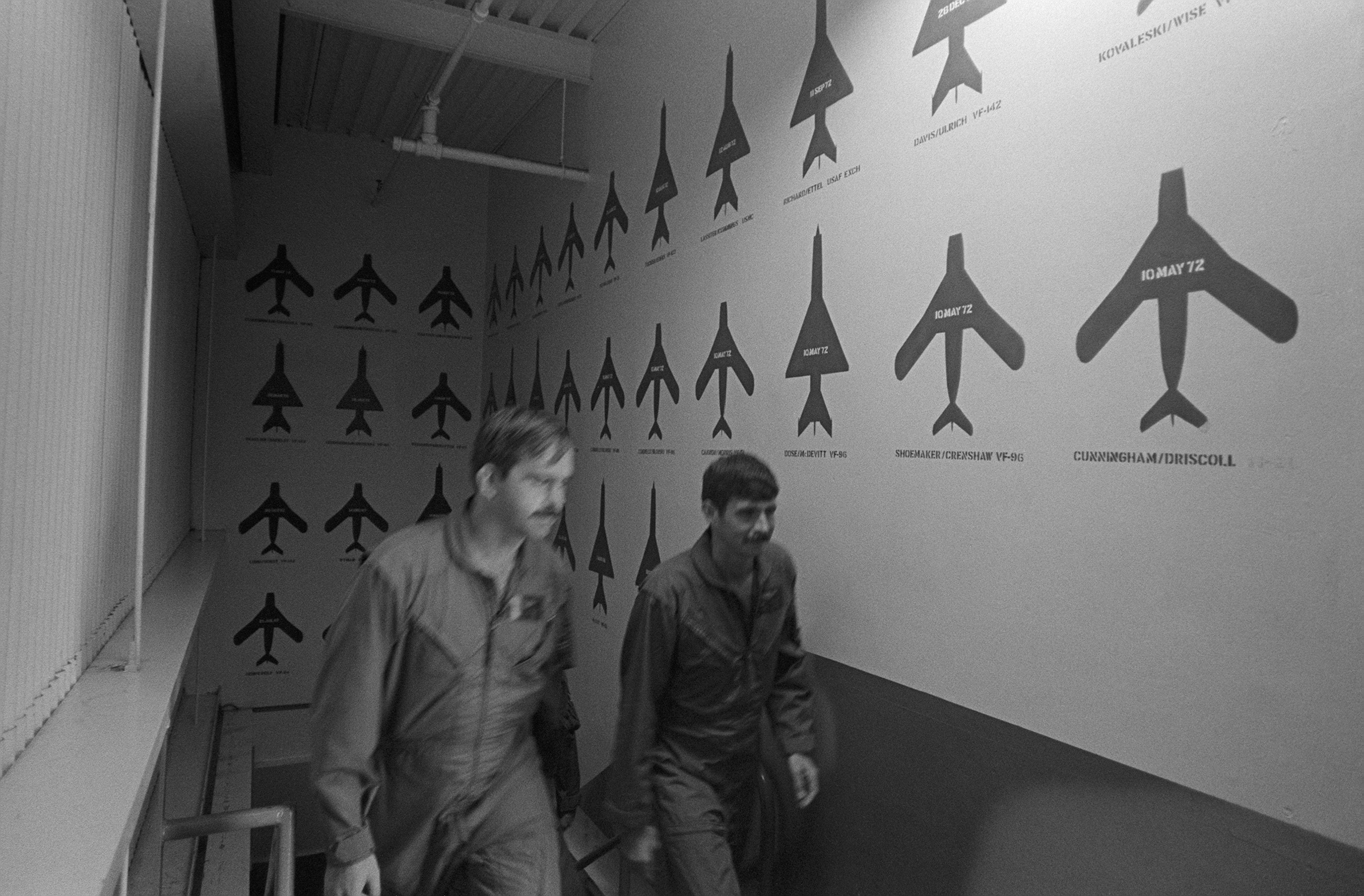
Symboles des MiG abattus par les diplômés dans un couloir de Topgun

Le premier stage pour les F-4 Phantom débute le 3 mars 1969 avec 4 équipages des escadrons VF-142 et VF-143.
Topgun a été créé pendant la pause des combats aériens à la fin de l'Opération Rolling Thunder en septembre 1968 et la guerre aérienne de haute intensité ne reprendra vraiment au nord qu'après le déclenchement de l'Offensive de Pâques en 1972, mais des combats aériens se produisent dès 1970, et c'est lors de l'un d'entre eux que la première victoire d'un diplômé de Topgun est obtenue : un équipage du VF-142 constitué par Jerry Beaulier (pilote) et Steve Barkley (RIO) abat un MiG-21 le 28 mars 1970.
Quand la guerre aérienne reprend pour de bon en 1972, à la suite de l'invasion du Sud par l'armée nord-vietnamienne, chaque escadron de la marine ou des Marines compte au moins un diplômé dans ses rangs et, quand elle prend fin en janvier 1973, le bilan est sans appel : les résultats en combat aérien de l’Air Force, qui n'a pas sû tirer les leçons de la première partie du conflit, restent médiocres avec un taux de victoires de seulement 2 pour 1 en 1972, alors que les scores de la marine ont bondi pour atteindre un taux de victoires supérieur à 6 pour 1,.
Cependant, même si l'utilité de Topgun est reconnue, ses ressources (pilotes, avions, missiles, carburant, etc.) sont obtenues aux dépens d'autres formations et, dans un contexte budgétaire contraint, l'avenir de l'école est régulièrement remis en cause. Mais Topgun a aussi des supporters de poids et la survie puis la pérennisation de l'école interviennent en deux temps : Topgun devient un détachement permanent en janvier 1972 puis enfin une unité à part entière – avec son propre budget – en juillet de la même année.

### La maturité

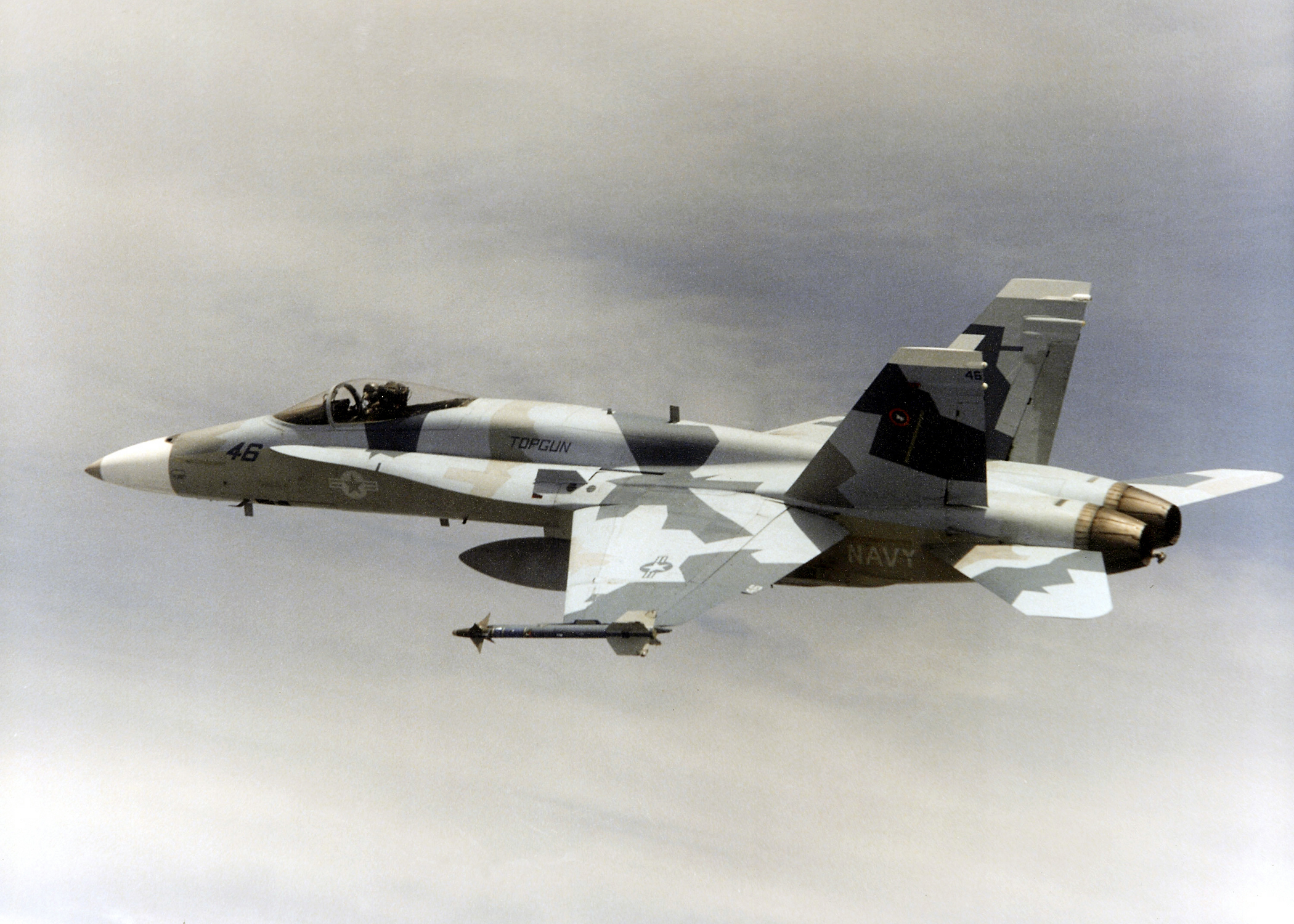
Un F/A-18 "Hornet" de Topgun

À la fin de l'année 1972, suivant une autre recommandation du Rapport Ault, la marine met en service sa première zone d'entrainement au combat aérien (Air Combat Maneuvering Range ou ACMR). L'ACMR utilise un système informatique de suivi en temps réel des combats aériens simulés appelé TACTS (Tactical Aircrew Combat Training System). Les avions sont équipés d'un pod de télémesure (conteneur de la taille approximative qu'un missile Sidewinder) qui est accroché sous leur aile et transmet en continu des centaines de données (position, vitesse, accélération, tirs, etc.), et permet de suivre en direct sur des écrans les engagements au-dessus d'un périmètre qui a été spécialement aménagé près de la base de Yuma (Arizona) puis de les reconstituer lors du débriefing à Miramar,. Du coup, les résultats sont indiscutables et leur interprétation ne risque plus de dépendre du talent oratoire – ou du grade – des protagonistes. Par ailleurs, les débriefings sont conduits en évitant soigneusement l'usage du « je » et du « vous ». Les instructeurs disent : « le F-4 à fait telle manœuvre et l'A-4 l'a contré de telle manière » afin d'éviter les problèmes d'égo qui pourraient constituer un obstacle à l'apprentissage.
Par ailleurs, dès qu'elle obtient ses propres A-4, l'école commence à organiser des stages de 10 jours sur les autres bases pour entraîner au combat asymétrique les escadrons qui sont sur le point d'être déployés. Ce programme est appelé Fleet Adversary Program. La demande est telle que, en 1973, la marine crée également, comme l’Air Force l'année précédente (voir ci-dessous), des escadrons dédiés équipés de chasseurs légers performants pour accomplir cette mission. La marine les appelle « adversaires » (Adversary squadrons) et l'armée de l'air « agresseurs » (Agressors), mais les missions sont identiques.
À partir du milieu des années 1970, le cours principal est appelé Power Projection Course (cours de projection de puissance) – pour refléter le rôle de supériorité aérienne du nouveau chasseur F-14 Tomcat. Afin de répondre à de nombreuses demandes, des cours additionnels sont créés, notamment pour les contrôleurs aériens gérant les interceptions et pour les officiers devant prendre le commandement d'un escadron ou d'un groupe aérien embarqué.
Au fil des années, l'école utilisera différents modèles de chasseurs pour simuler la menace. Après le A-4 et le T-38, ce sera d'abord le Northrop F5 Tiger II dans ses différentes versions monoplace et biplace, puis, pour tenir compte de l'apparition de nouvelles générations d'avions soviétiques plus puissants et plus sophistiqués, le General Dynamics F-16 Fighting Falcon, le McDonnell Douglas F/A-18 dans ses versions Hornet puis Super Hornet et le Grumman F-14 Tomcat.
Des problèmes de financement et des conflits de priorité subsistent néanmoins entre Topgun et les grands commandements de la marine. Pour les résoudre, l'école obtient en octobre 1985 le statut de commandement « échelon II », directement subordonné au chef d'état major de la marine (CNO). Topgun est alors placé sous le commandement d'un capitaine de vaisseau.

## La réaction de l’Air Force

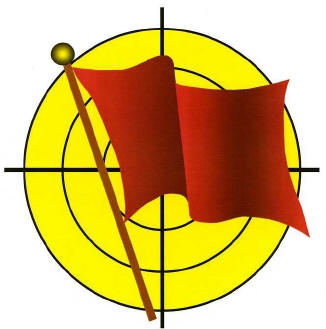
Écusson de Red Flag

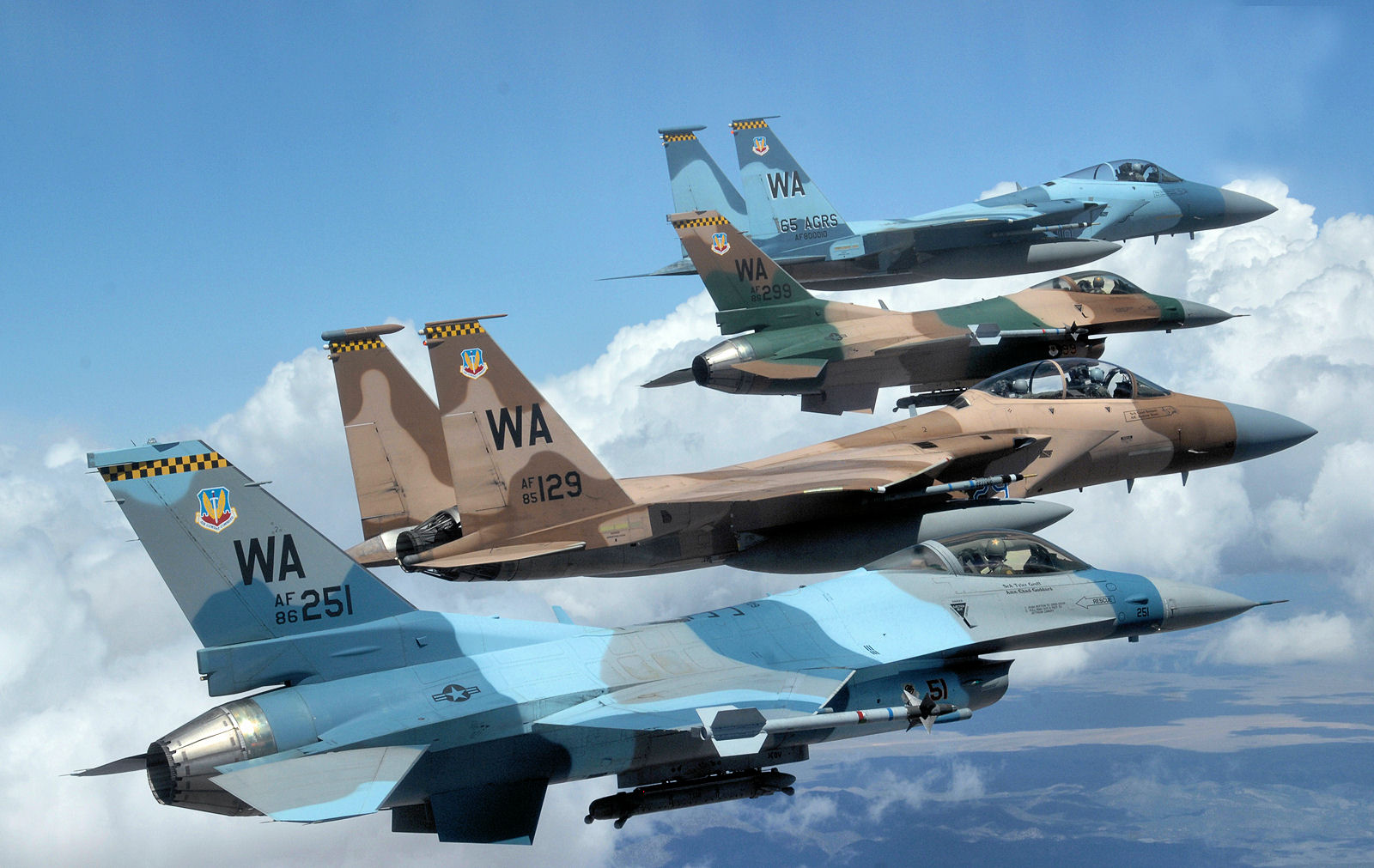
Agresseurs de L'Air Force sur F-15 et F-16

L'armée de l'air comprend qu'elle a raté le coche en privilégiant les développements techniques et en négligeant l'entraînement et l'amélioration des tactiques des pilotes. Ainsi par exemple, elle a continué à utiliser des formations lourdes et peu manœuvrantes de quatre appareils (fluid four) dont – en pratique – seul le leader a l'occasion de tirer ses missiles radar Sparrow alors que les chasseurs de la marine évoluent par paires depuis longtemps (formation dite Loose deuce), chacun des équipiers pouvant prendre la tête de la formation si nécessaire pour tirer des Sidewinder qui, à l'époque, sont beaucoup plus efficaces.
Mais l’Air Force, qui a procédé à de très nombreuses études tout au long du conflit (notamment les projets Red Baron I, II et III) comprend qu'il est impératif d'améliorer l'entraînement de ses pilotes au combat contre des appareils dissimilaires. Ses statistiques confirment également que les chances des pilotes ou des équipages s'améliorent nettement s'ils survivent à leurs dix premières missions.
Aussi, dès la fin de 1972 – mais trop tard pour la fin du conflit – elle crée son premier escadron d’Agressors, équipé de chasseurs légers de type F-5 et T-38 qui imitent les tactiques – et même les camouflages – des appareils soviétiques. Et en novembre 1975, elle active près de la base aérienne de Nellis, dans le désert du Nevada, un site doté d'une instrumentation sophistiquée permettant d'organiser des exercices de grande ampleur pour aider ses pilotes à effectuer ces fameuses dix premières missions. Ces exercices appelés Red Flag (drapeau rouge) opposent des dizaines d'avions « amis » (américains puis alliés) aux agresseurs et à des défenses anti-aériennes simulées, dans un environnement électronique appelé RFMDS (Red Flag Measurement and Debriefing System) qui permet le suivi en temps réel puis la restitution fidèle des combats.
L’Air Force recueillera les dividendes de ces investissements pendant l'Opération Desert Storm en 1991.

## Topgun etStrike U

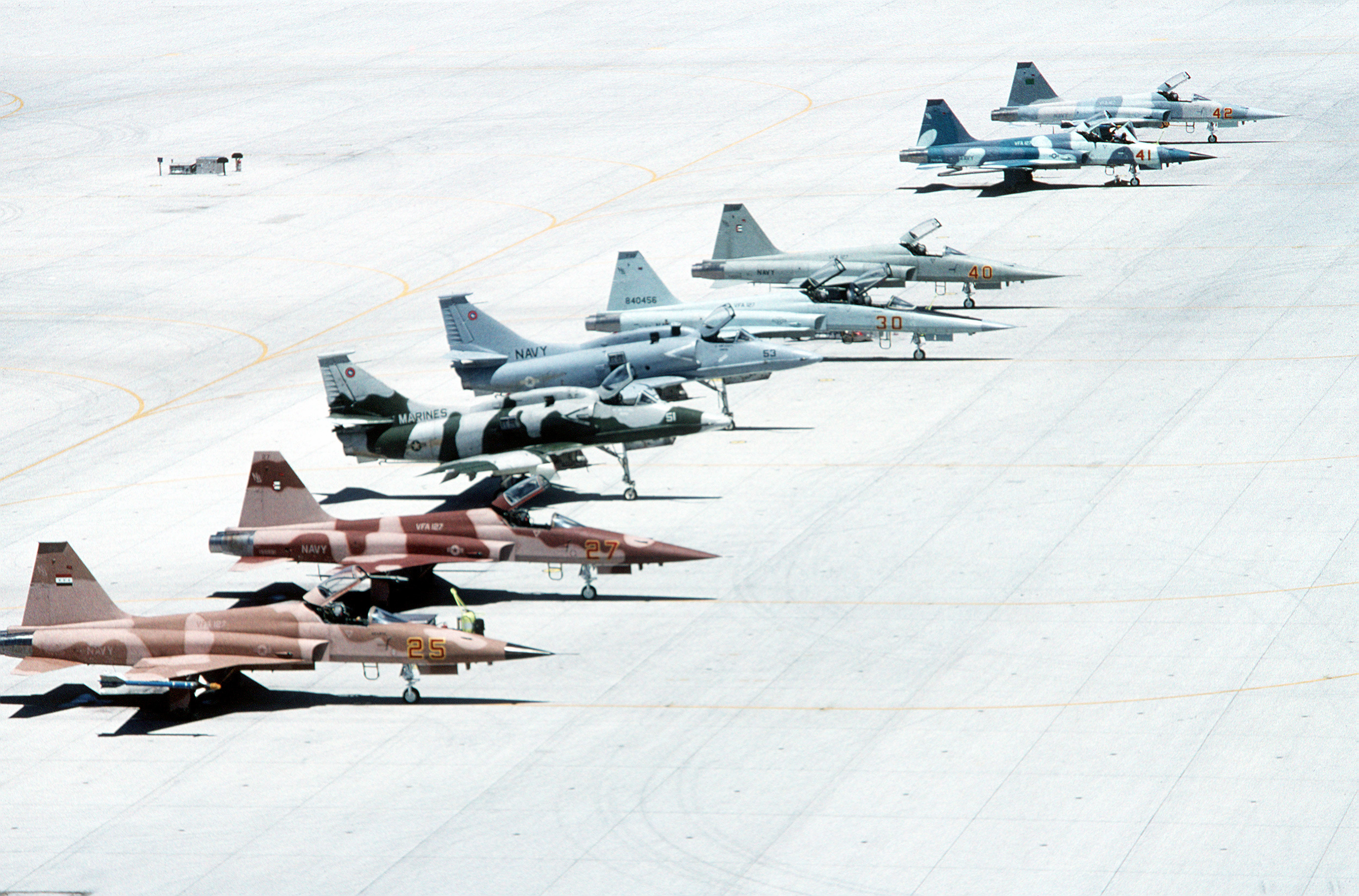
Differents appareils appartenant à TopGun ou aux Adversaires à Fallon en 1993; notons le drapeau irakien sur la dérive du premier F-5.

Avec la création de Topgun, la marine s'est attaquée au problème du combat aérien. Mais alors que la perte de « seulement » 16 avions abattus par les MiG pendant l'Opération Rolling Thunder avait justifié la création de Topgun, celle de 288 avions d'attaque et de bombardement abattus par la DCA et les missiles pendant la même période n'avait pas provoqué de réaction particulière. L'échec le 4 décembre 1983, pendant la Guerre civile du Liban, d'un raid contre les forces armées syriennes conduit à partir des porte-avions USS John F. Kennedy (CV-67) et USS Independence (CV-62) (2 avions abattus, un aviateur tué et un autre fait prisonnier) sera l'élément déclencheur de la création à Fallon (Nevada), à l'instigation du Secrétaire à la Marine John Lehman, d'un centre de formation et d'entraînement pour le bombardement et l'attaque au sol appelé US Naval Strike Warfare Center (Centre naval d'attaque et de bombardement aérien) qui sera très vite surnommé Strike University ou Strike U. Contrairement à Topgun, Strike U privilégie l'entraînement collectif et organise notamment un cours spécialisé appelé SLATS (Strike Leader Attack Training Syllabus ou programme de formation pour les responsables d'attaque aériennes) à l'attention des officiers qui seront appelés à diriger un raid ou une campagne aérienne. Ces derniers doivent savoir parfaitement utiliser toutes les capacités du groupe aérien embarqué de leur porte-avion : reconnaissance, chasse et supériorité aérienne, suppression des défenses anti-aériennes adverses, bombardement, appui des troupes au sol, sauvetage des pilotes abattus, etc. Pour atteindre cet objectif, l'école s'équipe d'un centre informatisé TACTS (Tactical Aircrew Combat Training System) permettant, comme à Red Flag, de suivre puis rejouer toutes les étapes de l'engagement d'un nombre important d'avions sur des objectifs défendus par des chasseurs et par des systèmes de défense anti-aérienne sophistiqués. Strike U devient également le passage obligé de tous les groupes aériens embarqués pour un stage intensif de 3 semaines à la fin du cycle de préparation qui précède leur déploiement sur porte-avions,. Comme Topgun, Strike U est un commandement « échelon II » directement subordonné au CNO – et commandé par un capitaine de vaisseau.

## Les changements majeurs des années 90

### Le concept deStrike fighters'impose

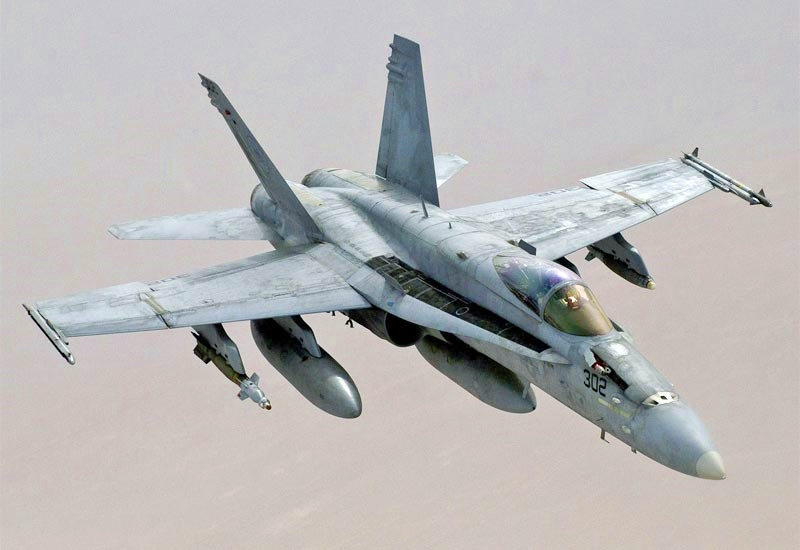
FA-18C Hornet avec une bombe à guidage laser sous l'aile droite et une bombe classique sous l'aile gauche

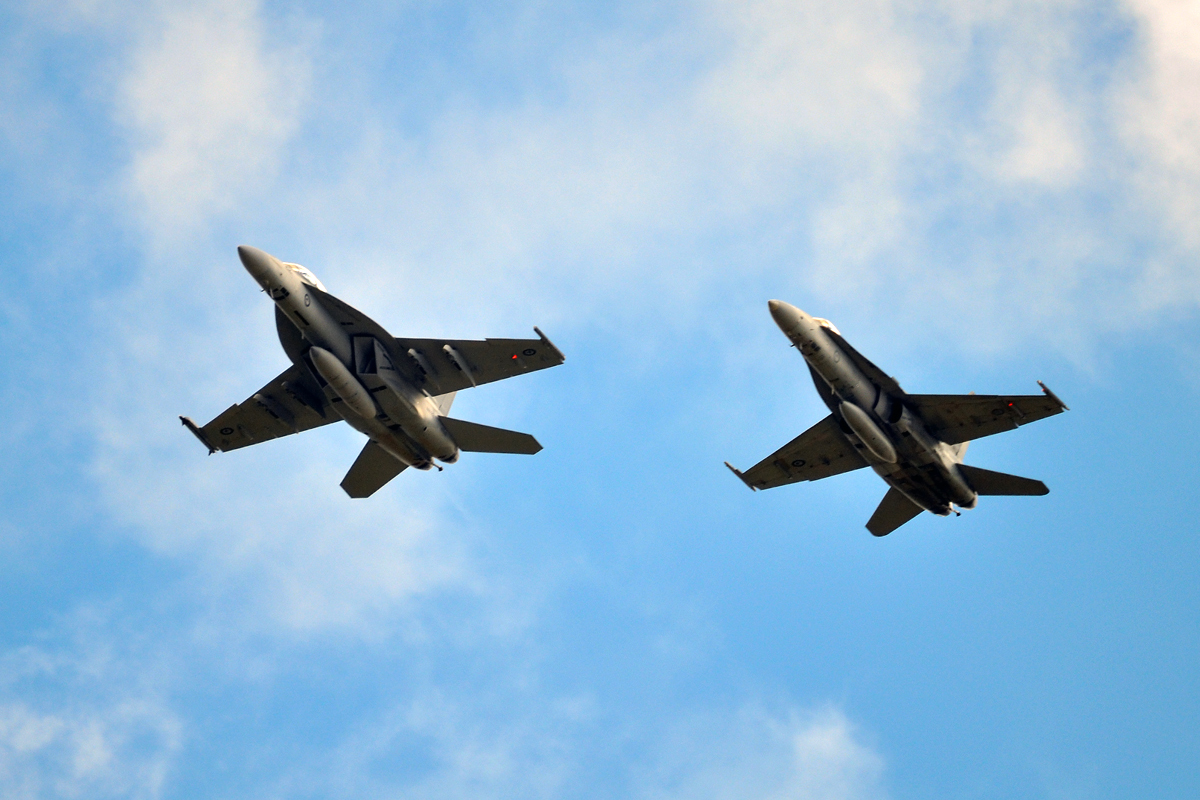
Comparaison de taille entre le Hornet (à droite) et le Super Hornet (à gauche)

À la fin de la Guerre du Vietnam, l'aviation tactique de la marine comprend encore trois communautés : les chasseurs (F-8 et F-4), les avions d'attaque « légers » (A-4 et A-7) et les avions d'attaque « moyens » (A-6 Intruder). La mission prioritaire des chasseurs – au Vietnam comme partout dans le monde – est la protection de leur porte-avions. Viennent ensuite les missions d'escorte et de protection des bombardiers et les missions de supériorité aérienne au-dessus du territoire ennemi. Toutefois, en pratique, compte-tenu de la menace limitée présentée par les MiG, les chasseurs, qui peuvent également emporter des bombes, effectuent un nombre très important de missions d'attaque (bombardement, destruction des sites de DCA ou de missiles, etc.) et ce dernier rôle est suffisamment important pour que, dès la création de Topgun, l'une des quatre semaines du stage lui soit consacrée. Mais le cursus air-air est prioritaire et, dès 1972, la totalité des quatre semaines lui est dédiée . Le cursus air-sol ne sera rétabli qu'en 1994 et prendra de plus en plus d'importance, traduisant ainsi l'évolution du rôle, des missions et des matériels de l'aéronavale.
En effet, l'entrée en service à partir de 1982 du McDonnell Douglas F/A-18 Hornet inaugure une époque nouvelle, celle du Strike fighter ou chasseur multirôle, (que l'on peut également traduire par le terme de chasseur-bombardier). Le Hornet remplace l'avion d'attaque léger A-7 Corsair dans la marine et le chasseur-bombardier F-4 chez les Marines. Malgré quelques compromis, l'appareil s'avère capable d'effectuer les missions de ces deux appareils, à condition que les pilotes reçoivent un entraînement approprié. Pour compenser les lacunes du Hornet (notamment son faible rayon d'action et sa capacité d'emport de charges limitée), la marine en fait développer une version évoluée, le Super Hornet. Ce dernier, qui entre en service en 2001, remplacera sur les porte-avions de la Navy d'abord le bombardier moyen A-6 (retiré du service en 1997), puis le chasseur-intercepteur Grumman F-14 Tomcat (en 2006) et enfin le F/A-18 Hornet de première génération en 2019 (qui reste cependant en service dans l'aviation des Marines). Le Super Hornet existe en version monoplace (F/A-18E) et biplace (F/A-18F). Et comme une version biplace EA-18G Growler est également développée pour la guerre électronique, c'est la quasi-totalité de l'aviation tactique embarquée qui est équipée des différentes versions du F/A-18 jusqu'à l'entrée en service du chasseur-bombardier furtif F-35C en 2017. Le rôle central joué par le Strike Fighter se traduit par l'évolution de la formation dispensée par Topgun.

### Fin de la Guerre froide et Opération Desert Storm
Avec la chute de l'URSS, la mission principale de la marine évolue, la priorité n'étant plus l'attaque du territoire ou des navires soviétiques après avoir survécu aux attaques de hordes de bombardiers ennemis équipés de missiles divers. Mais, alors que pendant les années 1980, la marine avait surtout mené des opérations ponctuelles et autonomes avec un ou deux porte-avions (Opération El Dorado Canyon contre la Libye en 1986, Opération Praying Mantis dans le Golfe persique en 1988, etc.), l'invasion du Koweït en 1990 et l'opération Desert Storm en 1991 mettent en évidence sa difficulté à s'intégrer dans des campagnes de longue durée sous commandement interarmées et notamment la nécessité pour elle de s'intégrer dans le système centralisé de planification de guerre aérienne mis en œuvre par l’US Air Force ,. Une fois ce problème de compatibilité résolu, les campagnes suivantes en Afghanistan (2001) en Irak (2003) puis la Guerre civile syrienne (2011) renforceront encore l'importance des missions de chasse-bombardement en environnement interarmées et interallié – mais cette fois sans opposition aérienne sérieuse.

### De nouvelles générations d'armement

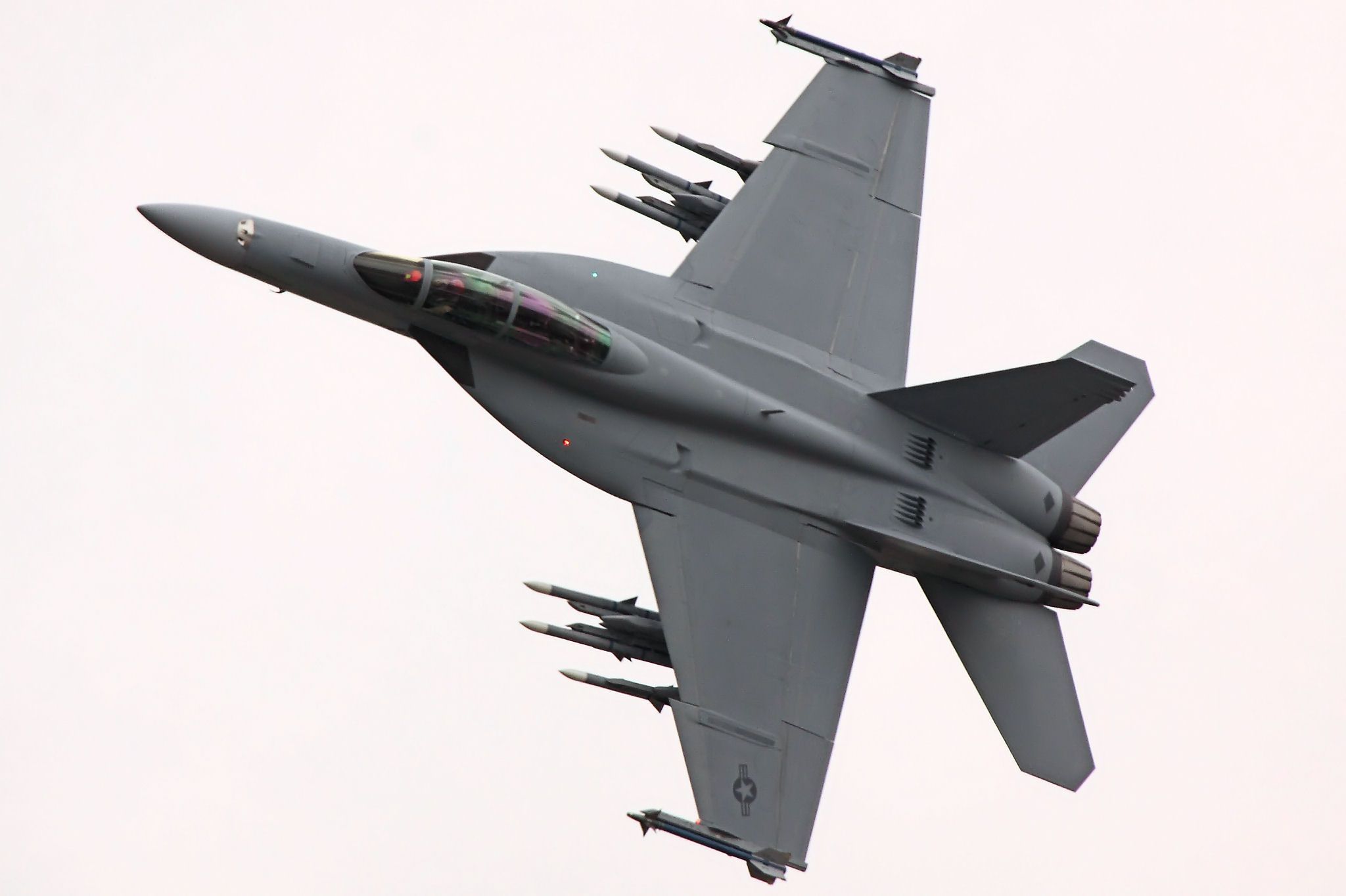
F18F Super Hornet équipé de 6 missiles AMRAAM et 2 Sidewinder

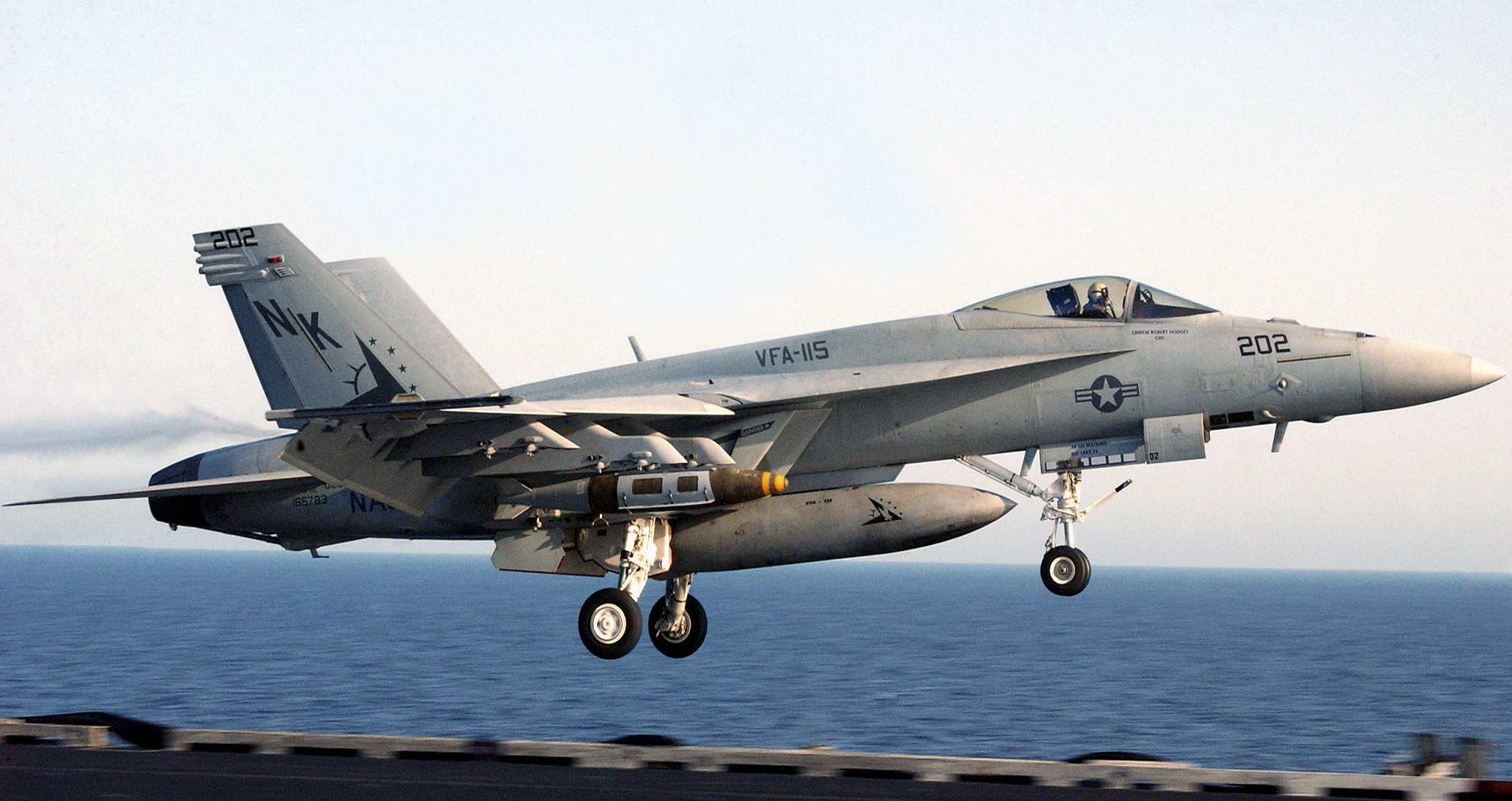
F-18E Super Hornet avec une munition "intelligente" sous son aile

Cette période voit également la mise en service d'une nouvelle génération de missiles air-air de type « Fire and Forget » (« tire et oublie »). L'AMRAAM qui remplace le Sparrow, révolutionne le combat aérien car, contrairement à ce dernier, il est doté de son propre radar et n'a donc pas besoin du faisceau radar de l'avion lanceur pour être guidé jusqu'à sa cible. Le chasseur peut donc virer immédiatement après le tir pour attaquer une autre cible ou pour se protéger lui-même d'une attaque. Associé aux dernières générations de radars embarqués, aux avions radars qui transmettent aux chasseurs leurs informations puis leurs instructions par liaison de données tactiques sécurisées, ces missiles remplissent les promesses que les armes de l'époque du Vietnam n'avaient pas tenues. Ces capacités nouvelles doivent également être prises en compte par Topgun.
Le missile Sidewinder a également beaucoup évolué depuis la Guerre du Vietnam. Alors que les modèles AIM-9B/-9D/-9G et -9H en service dans la marine à l'époque ne pouvaient être employés qu'en secteur arrière (le missile détectant la chaleur du réacteur), les versions suivantes – et notamment le AIM-9L apparu au début des années 1980 – ont bénéficié d'un portée accrue, d'une meilleure discrimination face aux erreurs de détection dues au soleil, aux nuages, aux surfaces chaudes au sol ou aux leurres largués par l'appareil ennemi et ont surtout permis l'emploi en secteur avant (détection d'un avion en rapprochement). Finalement, la version actuelle AIM-9X, entrée en service en 2003, a ajouté la capacité de désigner une cible grâce à un viseur de casque en tournant simplement la tête dans la direction de celle-ci.
L'autre innovation majeure dans le domaine de l'armement est l'utilisation intensive des bombes guidées (bombes « intelligentes » ou smart bombs). Ces bombes ou missiles, à guidage laser ou électro-optique (une caméra de télévision dans le nez de l'engin transmet l'image de la cible au pilote ou à l'OSA) avaient réellement commencé à être employées vers la fin de la Guerre du Vietnam. Elles deviennent indispensables après la Guerre du Golfe et leur emport facilite le remplacement des « camions à bombes » lourdement chargés de l'époque du Vietnam (A-7 et A-6) par des chasseurs-bombardiers plus agiles qui, s'ils n'ont pas la même capacité d'emport, sont beaucoup plus précis et donc beaucoup plus efficaces tout en étant capables d'assurer leur propre défense contre les chasseurs ennemis. Les dernières générations de bombes emploient également de nouveaux modes de guidage comme le GPS.

## La réponse de Topgun: le programme SFTI

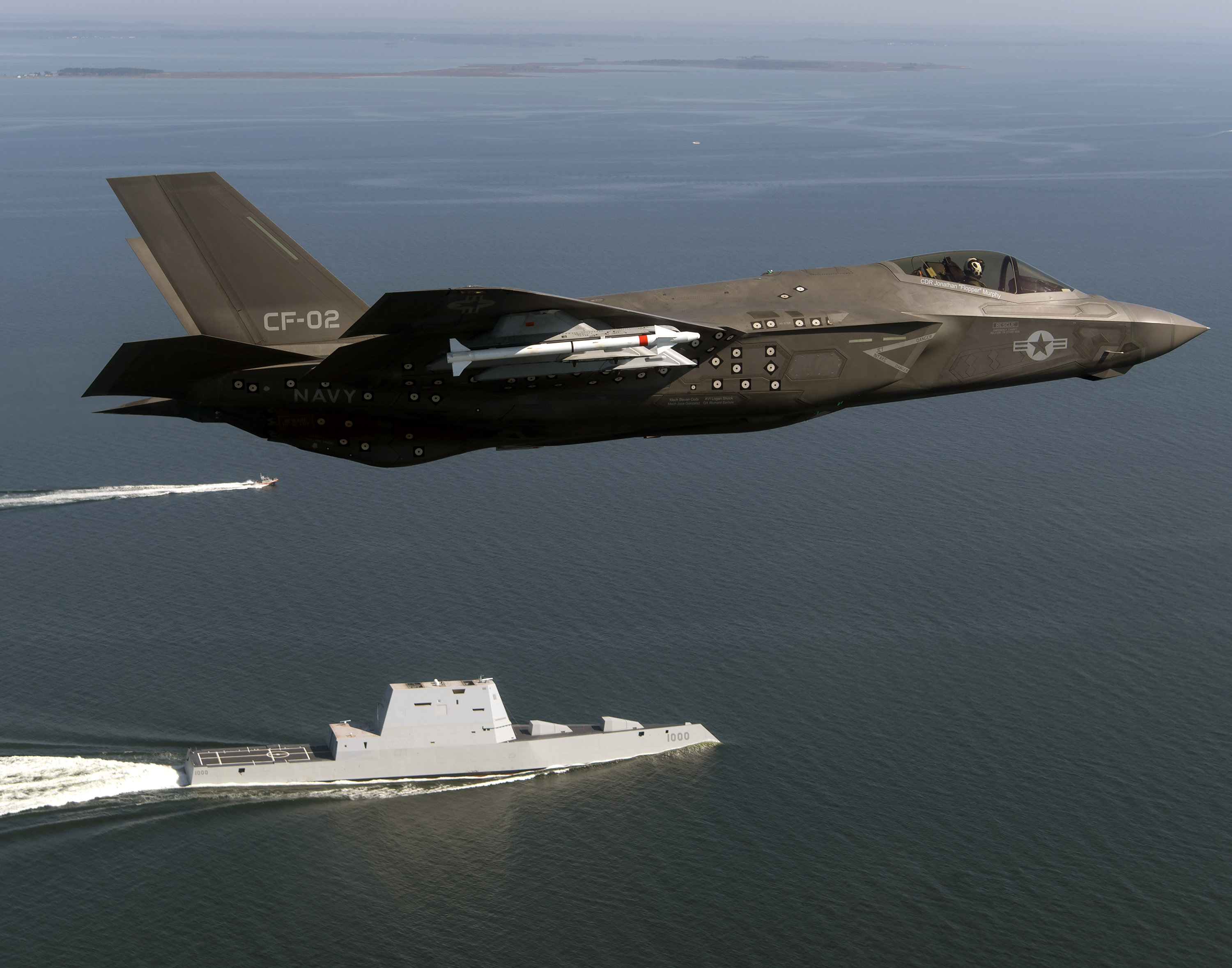
Chasseur F-35C survolant le Destroyer USS Zumwalt (DDG 1000)

La maîtrise de tactiques plus complexes et de l'emploi de munitions plus sophistiquées impose une évolution constante du cursus de formation des élèves de Topgun. Ainsi, la durée du cours est portée successivement de 4 à 5 semaines en 1974 puis à 6 semaines en 1980. Mais cette amélioration n'est pas jugée suffisante et l'école estime que les nouvelles connaissances des diplômés de Topgun ne sont pas correctement utilisées dans certains escadrons. Les retours d'expérience et les comparaisons avec des programmes comparables de l’US Air Force et de l'aviation des Marines la conduisent également à modifier complètement son cursus.
En 1995, ce changement se traduit par la mise en œuvre du programme STFI ou Strike Fighter Tactics Instructor (programme de formation des instructeurs de tactiques de chasse-bombardement). Alors que dans le schéma initial, les élèves, suivaient le stage Topgun au milieu de leur premier tour d'opérations à la mer (entre deux déploiements), ils sont maintenant sélectionnés à la fin de ce premier tour et, après un séjour à Topgun de neuf semaines de durée, reçoivent la qualification d'instructeur. Ils sont alors affectés dans une formation spécialisée (escadron de transformation opérationnelle FRS, escadron d'évaluation, etc.) ou à Topgun pour le reste de leur tour d'opération à terre. Ils effectuent ensuite leur deuxième tour d'opérations à la mer en tant qu'officier d'entraînement spécialisé (SFTI) au sein d'un escadron opérationnel.

## Topgun part à Fallon
Avec la fin de la Guerre froide, de nombreuses bases aériennes sont fermées ou réaffectées. En 1996, à la suite du transfert de la base de Miramar au Corps des Marines, Topgun déménage pour Fallon. L'école perd alors son autonomie pour être intégrée au sein d'une nouvelle organisation appelée Naval Strike and Air Warfare Center (NAWDC), commandée par un amiral. Topgun et Strike U en deviennent des départements, commandés par des capitaines de frégate (commander). Le NAWDC est lui-même rebaptisé Naval Aviation Warfighting Development Center en 2015 dans un but d'homogénéité avec les appellations d'autres centres de la marine.

## Évolutions récentes
Selon les états-majors américains et alliés – et notamment de l'OTAN – la montée en puissance des forces armées chinoises et russes au XXIe siècle, constituent un défi dans les quatre domaines suivants :
- mise en service de nouvelles générations de chasseurs sophistiqués et fortement motorisés
- mise en service d'avions de combat furtifs
- introduction de systèmes sophistiqués de défense aérienne (S-300 et S-400)
- reprise de vols de reconnaissance maritime agressifs similaires à ceux menés par l'URSS pendant la Guerre froide

La prise en compte de ces menaces a été intégrée dans les différents cursus proposés par Topgun et le NAWDC.
Par ailleurs Topgun, a reçu dans le programme SFTI les premiers pilotes de chasseurs-bombardiers furtifs F-35C Lightning II en 2020. Le NAWDC a lui-même reçu ses deux premiers exemplaires du modèle en juillet de la même année.

## Topgun et les autres écoles
Topgun entretient des liens très étroits (communication permanente, échanges d'instructeurs, etc.) avec l’USAF Weapons School de l’US Air Force de Nellis (Nevada) – anciennement appelée USAF Fighter Weapons School- et avec le Marine Aviation Weapons and Tactics Squadron One (MAWTS-1) du corps des Marines, qui est basé à Yuma (Arizona).
La Royal Air Force et la Royal Navy britanniques ont mis en place une formation d'instructeurs QWI (Qualified Weapons Instructor) inspirée de l'expérience américaine (date inconnue). En France, l'Armée de l'air et de l'espace (AAE) a annoncé une initiative identique pour ses propres pilotes et ceux de l'Aéronavale en mai 2022. Cette formation « QWI Rafale » est dispensée au sein du CEAM/AWC (Centre de guerre aérienne/Air Warfare Center) établi à Mont-de-Marsan en 2015.

## Résumé chronologique
- 1965 - 1968 : Opération Rolling Thunder
- 1969 : Rapport Ault (en janvier) et création de Topgun (en mars) au sein de l'escadron VF-121 à Miramar (Californie)
- 1970 : Première victoire d'un diplômé de Topgun au Vietnam (mars)
- 1972 : Topgun devient un détachement semi-indépendant (janvier) puis une unité autonome (juillet)
- 1972 : Reprise des opérations de haute intensité au Vietnam : Opérations Linebacker I (mai) puis Linebacker II (décembre)
- 1972 : L’Air Force crée son premier escadron d’Agressors (fin de l'année)
- 1973 : Fin de l'intervention militaire américaine au Vietnam (janvier). Bilan positif pour Topgun.
- 1973 : La Navy crée son premier escadron Adversary
- 1975 : Premier exercice Red Flag de l'US Air Force à Nellis (Nevada)
- 1985 : Création du Naval Strike Warfare Center ou NSWC (Strike University ou Strike U) à Fallon (Nevada)
- 1985 : Topgun devient un commandement « échelon II » directement subordonné au CNO – comme Strike U (octobre)
- 1995 : Création du programme SFTI (Strike Fighter Tactics Instuctor) à Topgun
- 1996 : À la suite du déménagement de Topgun de Miramar à Fallon, Topgun et Strike U deviennent des départements au sein d'un nouveau Naval Strike and Air Warfare Center (NSAWC) aux missions élargies
- 2015 : Le Naval Strike and Air Warfare Center est rebaptisé Naval Aviation Warfighting Development Center (NAWDC)
- 2020 : Topgun organise le premier cours SFTI accueillant des pilotes de chasseurs-bombardiers furtifs F-35C. Le NAWDC reçoit lui aussi deux modèles de ce type (juillet).

## Topgun et Hollywood
Le premier film Top Gun – sorti en 1986 – a attiré l'attention du grand public au delà des espérances de la marine, entraînant une augmentation de 300 % du nombre des candidatures pour l'aéronavale et justifiant à postériori l'investissement qu'elle avait fait en facilitant sa réalisation. Certaines scènes du film ne sont pas réalistes et les comportements des acteurs – comme leurs personnalités – ne le sont pas plus. Par exemple, pour Dan Pedersen, premier commandant de l'unité, l'animosité entre les stagiaires joués dans le film leur aurait valu une expulsion immédiate et définitive de l'école. De même, il n'y a pas de classement – ni de trophée – à la fin du stage. Mais la sortie en 2022 d'un deuxième film Top Gun : Maverick – toujours avec le support de la marine – semble confirmer que Topgun reste une valeur sûre pour Hollywood.